# Parque Agumore
El parque Agumore es una zona verde de situada en el distrito San Pablo-Santa Justa de la ciudad de Sevilla. Fue inaugurado en 1993.

## Historia

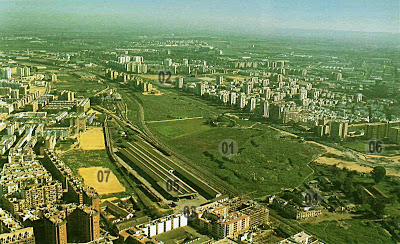
Prado de Santa Justa

El parque Agumore se sitúa en lo que antes era el prado de Santa Justa, una de los dos prados de Sevilla, junto al actual prado de San Sebastián. 
El prado de Santa Justa desapareció a finales de los años ochenta bajo la Estación de trenes de Santa Justa.
En la zona se construyó el IES Isbilya, el parque Agumore y diversos núcleos residenciales.
El nombre de Agumore hace referencia al nombre artístico de un vecino del barrio del Polígono San Pablo llamado Agustín Sevillano Minero (1980-2000). En su memoria se realizó un graffiti en el muro del campo de futbol. Agumore fue un artista reconocido dentro del mundo del hip hop sevillano. 